# ハストン・タウメント
ハストン・タウメント（Gaston Taument, 1970年10月1日 - ）は、オランダ出身の元同国代表サッカー選手。ポジションはミッドフィールダー (ウイング) 。父はスリナム出身、母はインドネシア系オランダ人。

## 経歴
1988年にフェイエノールトでデビュー。試合経験を多く積ませたいと言うチームの意向で、1989年から1シーズンだけ同じロッテルダムを本拠とする2部エクセルシオールでプレーした。
90年代前半のフェイエノールトを支えた右ウイングで、当時左ウィングを務めていたレジ・ブリンカーとともに、長髪ウィングコンビとして人気を集めた。
1997年に初の国外移籍。以降オランダには戻らず数クラブを渡り歩いた後、2002年に現役を引退した。
1994年W杯アメリカ大会では、初戦のサウジアラビア戦の終了間際にこぼれ球をヘッドで押し込んで一躍ヒーローになったものの、次戦のベルギー戦では精彩を欠き、ポジションを同じ右ウィングのオーフェルマルスに明け渡すこととなった。EURO96では、オーフェルマルスの故障欠場もあり再度代表招集された。

## 代表歴
- オランダ代表 1992-1996
  - 代表通算 15試合2得点

## 獲得したチームタイトル
- オランダ・カップ優勝4回（1991, 1992, 1994, 1995）
- エールディヴィジ優勝1回（1993）

## 個人タイトル
- オランダ年間最優秀タレント賞 : 1回 (1991)